# Don't Break Me
"Don't Break Me" er en sang af den australske singer-songwriter Montaigne.
Sagen blev udgivet som single den 31. januar 2020. Sangen vandt den anden runde af Eurovision - Australia Decides , Australiens nationale valg til Eurovision den 8. februar 2020. Sangen repræsenterer derfor Australien ved Eurovision Song Contest 2020, der afholdes i Rotterdam. Montaigne konkurrerer med sangen i den første semifinale den 12. maj 2020.